# Anabar
Az Anabar (oroszul: Анабар, jakut nyelven: Анаабыр) folyó Oroszország ázsiai felén, Közép-Szibériában, Jakutföld északnyugati részén.

## Földrajz
Hossza: 939 km, vízgyűjtő területe: 104 000 km², évi közepes vízhozama: 498 m³/sec.
Az Anabar-fennsík dél részén ered, neve itt még Nagy-Kuonamka. (Az Anabar kezdetét a Nagy-Kuonamka és a Kis-Kuonamka folyók találkozásától is szokták számítani.) Felső szakaszán meredek, szakadékos partok között kanyarog. A magasabban fekvő vidékről az Észak-szibériai-alföldre kiérve futása lelassul, völgye kiszélesedik, és dombos tundrán folyik tovább észak felé.
Torkolata a Laptyev-tenger nyugati részén hosszú, sekélyvízű öblöt képez. Szeptember végétől június elejéig befagy.

### Jelentősebb mellékfolyói
- Jobbról: a Kis-Kuonamka, az Udzsa és az Uzle.
- Balról: a Szuolama és a Harabil.

## Fontosabb települések
Szaszkilah, Jurong-Haja, Ebeljah.
A folyó vízgyűjtő területén gazdag gyémántlelőhelyek találhatók, például az Ebeljah és a Majat folyók mentén.